# Проспект Перемоги (Сімферополь)
Проспект Перемоги (крим. Peremoğı caddesı) — найдовша та одна з найширших вулиць Сімферополя, знаходиться на території Київського району міста.

## Розташування
Проспект починається перехрестя з Київською вулицею на площі Куйбишева, простягається у північно-східному напрямку, у бік Феодосії і переходить за межами міста в дорогу Сімферополь — Феодосія Р-23. На проспекті розташовано кілька ринків (Буденівський та Бородінський). Проспект знаходиться на території Київського адміністративного району Сімферополя.
Прилягають вулиці Грибоєдова, Лермонтова, 51-ї Армії, Партизанська, Рубцова, Будьонного, Дачна, Малореченська, Лугова, Титова, Жовтенят, Надінського, Кар'єрна, Артезіанська, Новосергіївська, Зуйська, Кечкеметська, Острякова, Бородіна, Шкільна, Кубанська, Травнева, Квітнева, Каспійська, Тіниста, Самохвалова, Відважних, Біла, Осіння, Глінки, Тростникова, Тракторна, Бекіра Умерова, Арекет, провулки Скрипниченка, Піщаний, Ливенський, Кар'єрний, Новосергіївський.

## Історія

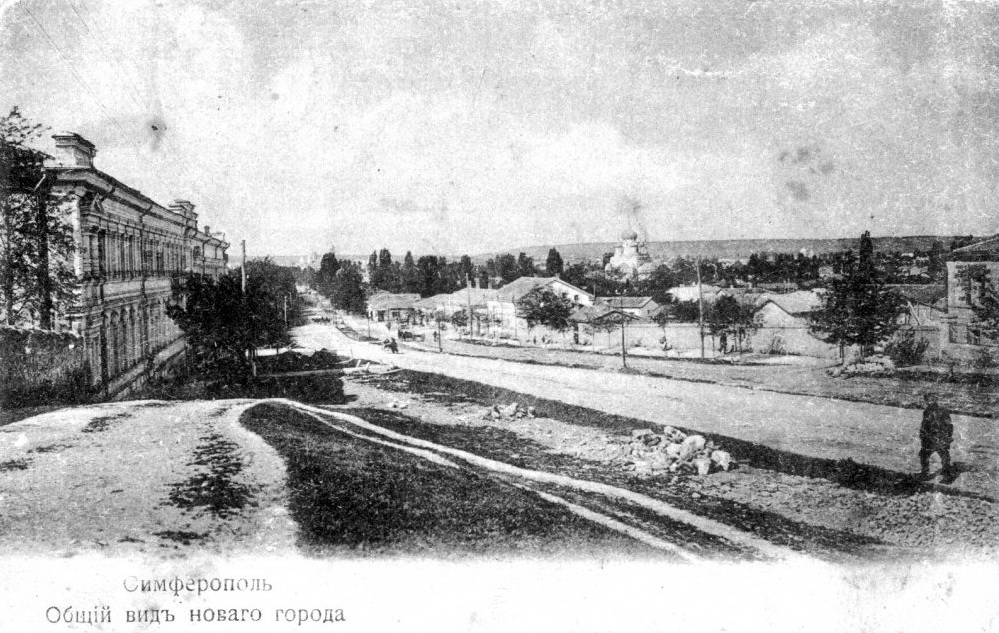
Загальний вид старого міста, от Феодосійського шосе. Зліва дім Христофорова. Сімферополь, начало XX століття.

На найстаріших планах Сімферополя 1784 (проєкт) і 1804 року дорога північний схід називається Карасубазарской. В атласі Ільїна 1871 за Салгир вже існує забудова (історичний район Нове місто). На картах кінця XIX століття, наприклад з Практичного путівника по Криму Г. Г. Москвича (1888), ця вулиця вже зветься Феодосійською. Слід враховувати, що її початкова ділянка від мосту через Салгир до вул. Мюльгаузенській (до площі Куйбишева) нині відноситься до проспекту Кірова. На початку Німецько-радянської війни, міською рисою були квартали до мосту через Малий Салгир. Далі по шосе знаходилося лише кілька окремих будинків. Після війни Феодосійським шосе сімферопольцям у 1947—1952 роках масово виділяються ділянки для індивідуального будівництва (історичний район Сергіївка). По парній стороні до сучасної Кечкеметської вулиці, по непарній до сучасної вулиці Бородіна. І нарешті 1960—1970 місто поглинає села Свобода та Біле.
До репатріації кримських татар наприкінці 1980-х та видачі ділянок міською межею вважалася кінцева тролейбусних маршрутів та автостанція Східна. З 2000-х років кордон міста проходить північній частині проспекту: на північний захід село Акрополіс, на південний схід мікрорайон Хошкельди.
Найстарішою будовою на проспекті є будівля винзаводу Діоніс, будинок № 1 (1852—1853 роки, під час будівництва будинок був за межею міста, за садами обивателів). Забудова з непарної сторони від пл. Куйбишева на вул. 51 армії належить кінцеві XIX — початку XX століття. Стара забудова парної сторони представлена лише будинком № 10, інші одноповерхові будови кварталу до вул. Лермонтова і далі до мосту через Малий Салгир були знесені наприкінці 1970-х. Квартали парної сторони забудовані типовими 9 поверховими спорудами. Квартали непарної сторони від вул. 51-ї Армії і надалі до вул. Бородіна належать до 1940—1950-х років і забудовані одноповерховими приватними будинками. Аналогічна одноповерхова забудова по парній стороні від мосту через Малий Салгир до вул. До середини 70-х єдиною будівлею по парній стороні протягом Кечкеметської вул. до розв'язки об'їзної Р-23 був 2-поверховий будинок пошти (зараз знесений). За ним було пшеничне поле. Наприкінці 70-х кварталів також забудований панельними 9-поверховими будинками. 16-поверховий двосекційний будинок на зупинці Бородіна — архітектурна домінанта району. За об'їзною дорогою Р-23 до автостанції Східна розташована по парній стороні приватна забудова, а по непарному комплексу будівель Сімферопольського автотранспортного технікуму (зданий 1983 р.).
До 80-х років XX століття проспект Перемоги називався Феодосійським шосе (Феодосійською вулицею). Згодом на ознаменування 40-річчя перемоги у Другій світовій війні і проспект був перейменований на проспект Перемоги. Одночасно розпочалося створення біля проспекту Перемоги на набережній Малого Салгира парку Перемоги, яке не завершено з розпадом СРСР. Нині ця територія забудована котеджами. З 1980-х років і до 2012 значно розширено до 6 смуг послідовно, на ділянках пл. Куйбишева — вул. Лермонтова, вул. Лермонтова — Лугова вул., Лугова вул. — вул. Бородіна. Зараз є чотири підземні переходи. Підземний перехід у районі вул. Бородіна, закладений навесні 2013, був відкритий у листопаді 2015 року.

## Примітні будівлі та пам'ятники

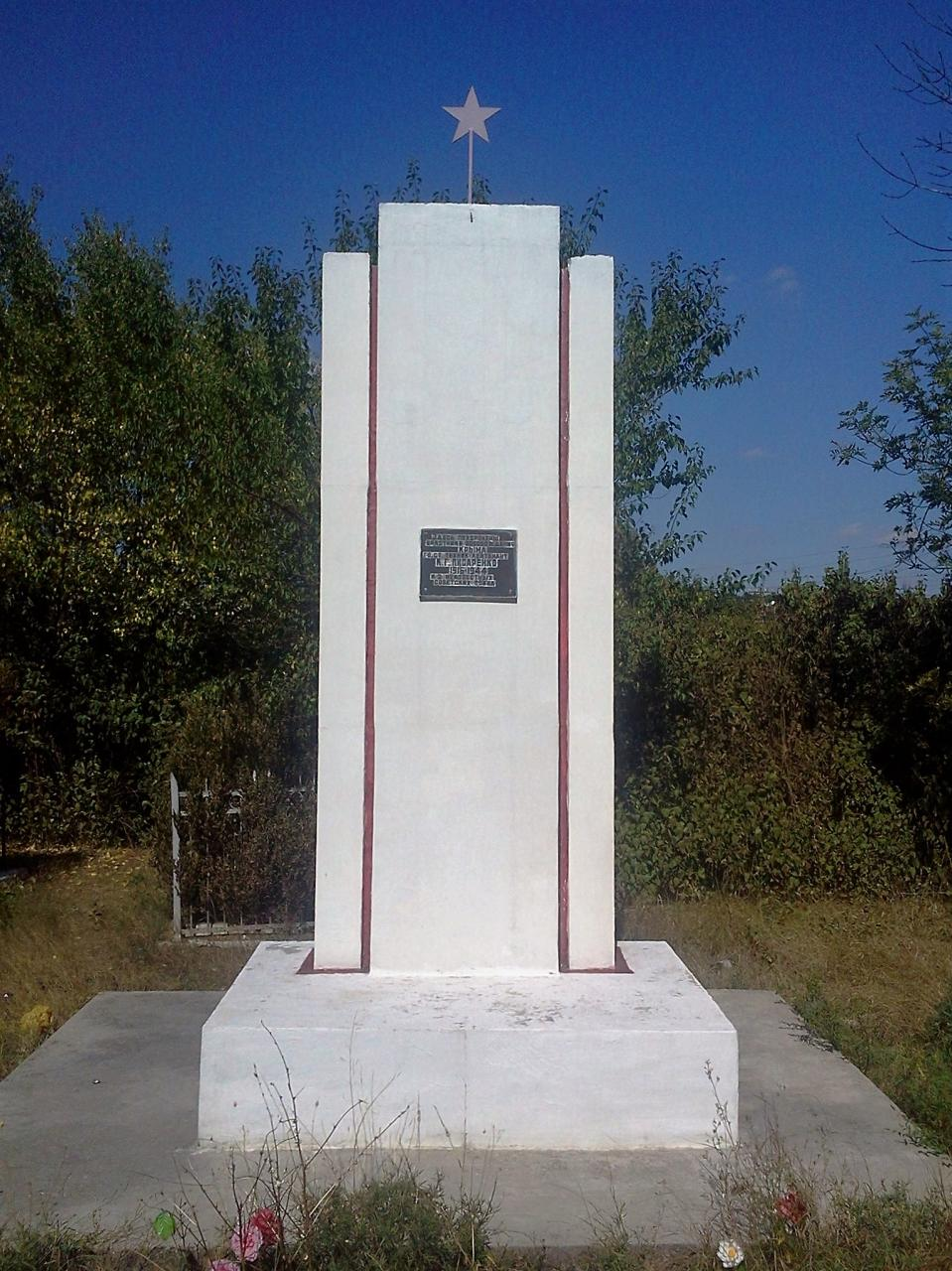
Братська могила техніка-лейтенанта Г. К. Писаренка та двох невідомих радянських воїнів, цвинтар Біле, Сімферополь, 1944

- № 1 — «Дім Христофорова». Ґрунтовна двоповерхова будівля суворих форм знаходиться на розі вулиці Київська та проспекту Перемоги. Спочатку побудоване як порохові склади перед Кримською війною, через вогкість продано скарбницею винопромислнику Г. Н. Христофорову. Використовувався також Кримським університетом у 1921—1925 роках у навчальних цілях. Зараз в будинку розташований корпус винзаводу «Діоніс».[4]
- № 10 — Будинок, де знаходилася в будинку патріотів Волошиних явочна квартира штабу Північного з'єднання кримських партизанів у 1942—1944 роках, меморіальна дошка 1967.[6]
- № 176 — Двоповерхова будівля МБОУ "Середня освітня школа № 6 ім. В. А. Горішнього ". Побудовано в 1954 році ка восьмирічна школа, одна з перших повоєнних новобудов, постійно використовується для освітніх цілей з моменту побудови/[7]

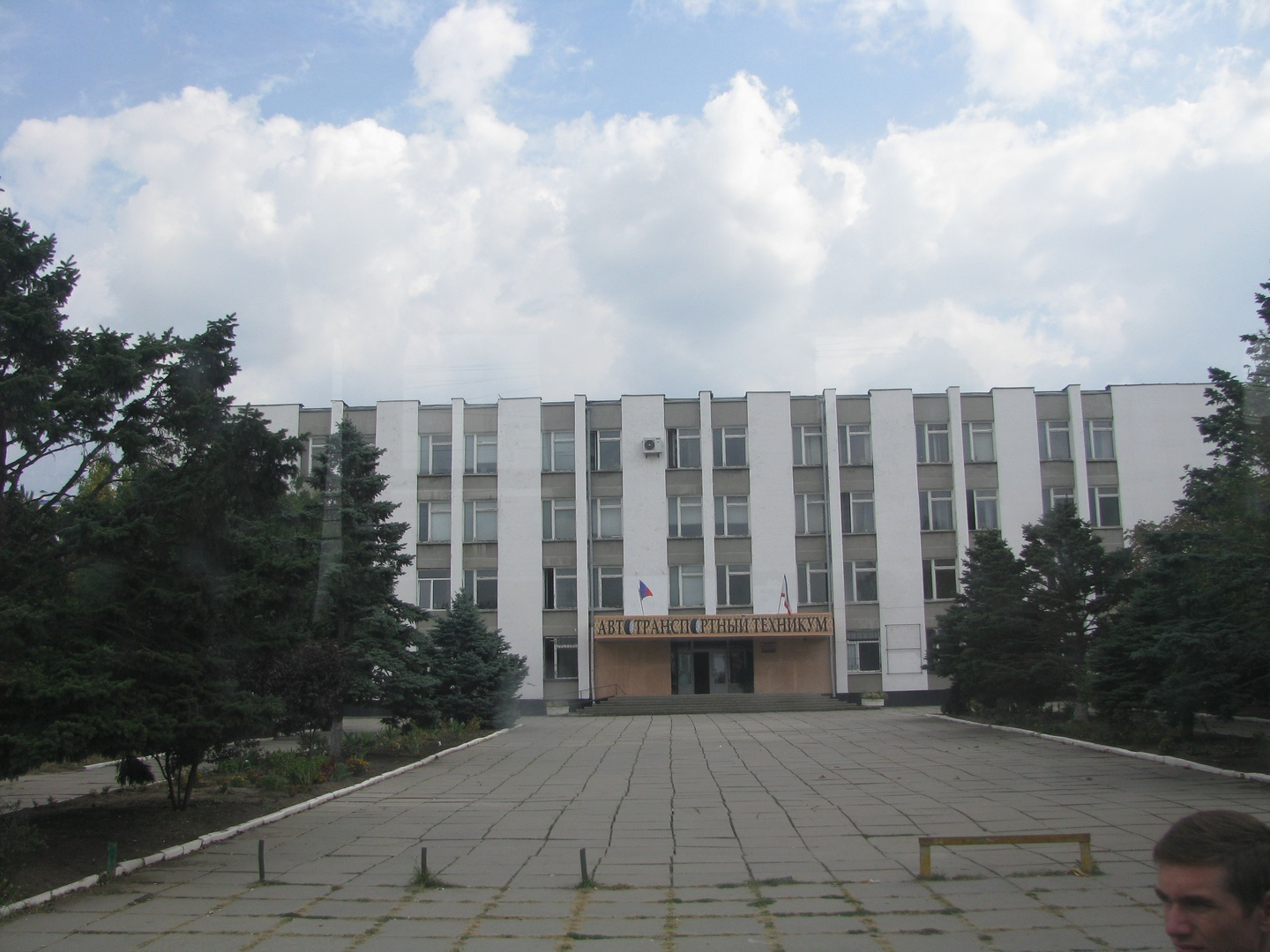
Сімферопольський автотранспортний технікум

- Мікрорайон Свобода. Кладовище. Братська могила радянських воїнів, 1944, пам'ятник 1960 44°59′01″ пн. ш. 34°08′34″ сх. д. / 44.983698° пн. ш. 34.142820° сх. д. 44°59′01″ пн. ш. 34°08′34″ сх. д. / 44.983698° пн. ш. 34.142820° сх. д. 44°59′01″ пн. ш. 34°08′34″ сх. д. / 44.983698° пн. ш. 34.142820° сх. д.
- №  211 — Сімферопольський автотранспортний технікум. Чотириповерховий навчальний корпус, двоповерховий лабораторний, актовий та спортивний зали, 9-поверхова будівля гуртожитку були побудовані у 1984 до 200-річчя міста. Пам'ятна дошка на честь учнів автотранспортного технікуму, загиблих у роки Другої світової війни, 1984.
- № 218 перший у Сімферополі 16-поверховий будинок, збудований у 1980 році за московським проєктом.
- № 245 Будівельний гіпермаркет Епіцентр К, Один з найбільших в Криму. Торгові площі будівлі перевищують 10 000 кв. метрів.[8]
- № 458А — на північний схід від цієї будівлі знаходяться стела «Сімферополь» і кам'яний поклонний хрест 44°59′41″ пн. ш. 34°10′02″ сх. д. / 44.994836° пн. ш. 34.167180° сх. д.

## Транспорт

### Трамвай
З 1914 року до 1970 року по Феодосійському шосе ходив трамвай — маршрут № 2 (від пл. Куйбишева до вул. Лермонтова, закритий 28 листопада 1968 року, замінений тролейбусом № 10) та маршрут № 4 (від пл. Куйбишева до вулиці Оборони, зараз вулиця 51-ї Армії, закритий 30 листопада 1970).

### Тролейбус
На проспекті Перемоги до 2014 року проходили тролейбусні маршрути 1Б, 3, 5, 7, 13, 14 (від Кечкеметської вулиці до перетину з об'їзною дорогою), 10 (від площі Куйбишева до вулиці Лермонтова), 13 (від площі Куйбишева) об'їзною дорогою), 14 (від Кечкеметської вулиці до повороту на вулиці Глінки). Раніше, у 1990-ті ходили також тролейбуси 7, 13А.

### Автобус та маршрутні таксі
Проспектом Перемоги рухається основний потік автотранспорту з центру Сімферополя у бік мікрорайону Свобода, Заміський та міста Феодосії.